# Ołeksandr Jakymenko (wojskowy)
Ołeksandr Hryhorowycz Jakymenko (ukr. Олександр Григорович Якименко, ur. 22 grudnia 1964 w m. Keila, w Estońskiej SRR) – ukraiński wojskowy i polityk, szef Służby Bezpieczeństwa Ukrainy od 9 lutego 2013 do 24 lutego 2014.

## Odznaczenia
- Order Bohdana Chmielnickiego III klasy (2012, odebrany w 2024)[1][2]